# Norton Sound

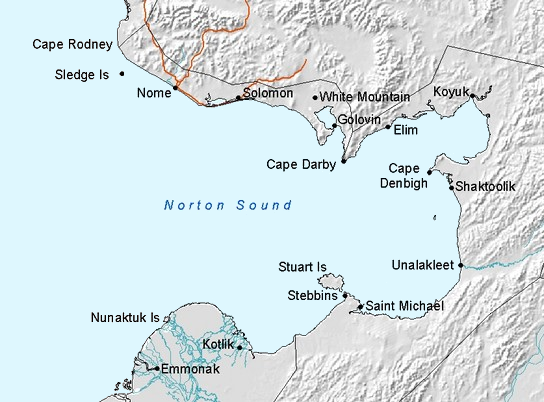
Norton Sound

Norton Sound est une baie de la mer de Béring sur la côte occidentale de l'Alaska, au sud de la péninsule de Seward. Elle est profonde d'environ 240 km pour une largeur de 200 km. Le delta du Yukon occupe une partie de sa côte méridionale et ses eaux influencent les eaux de la baie, qui est libre de glace de juin à octobre.
Le Norton Sound fut exploré par le capitaine James Cook en septembre 1778.  Il le nomma d'après Sir Fletcher Norton, alors Speaker de la Chambre des communes britannique.
La région du Norton Sound est peuplé par les Yupiks et les Inupiat depuis plusieurs siècles. C'est une zone frontière entre ses deux peuples, les Inupiat vivent au nord et les Yup'ik au sud de la baie.  La ville de Nome se trouve sur le bord nord d'entrée du Norton Sound. Les villages de Elim, Golovin, Stebbins, White Mountain, Koyuk, Shaktoolik, St. Michael  et Unalakleet sont sur le pourtour de la baie ou sur les cours d'eau s'y jetant. L'Iditarod Trail Sled Dog Race traverse les villages côtiers entre Unalakleet et Nome.
Le transport d'hydravions américain (en) USS Norton Sound, lancé pendant la Seconde Guerre mondiale est nommé d'après le Norton Sound.

## Source
- (en) Cet article est partiellement ou en totalité issu de l’article de Wikipédia en anglais intitulé « Norton Sound » (voir la liste des auteurs).